# Aemilia mineosa
Aemilia mineosa là một loài bướm đêm thuộc phân họ Arctiinae, họ Erebidae.